# James Brooks (politiker)
James Brooks, född 10 november 1810 i Portland, Massachusetts (i nuvarande Maine), död 30 april 1873 i Washington, D.C., var en amerikansk politiker. Han var ledamot av USA:s representanthus från delstaten New York 1849–1853, 1863–1866 och från 1867 fram till sin död.
Brooks utexaminerades 1831 från Waterville College i Maine och studerade sedan juridik. Han arbetade som journalist på Portland Advertiser och blev 1836 chefredaktör för New York Daily Express. Han gick med i Whigpartiet och efterträdde 1849 Horace Greeley som kongressledamot. Utmanaren John Wheeler besegrade honom i kongressvalet 1852.
Brooks bytte parti till Demokratiska partiet och tillträdde 1863 på nytt som kongressledamot. Affärsmannen William E. Dodge utmanade honom i kongressvalet 1864. Efter ett omtvistat val fick Brooks först stanna kvar i representanthuset men Dodge överklagade valresultatet och till sist efterträdde Brooks den 7 april 1866. Brooks vann sedan i kongressvalet 1866 och tillträdde sitt ämbete på nytt i mars 1867. Kongressledamot Brooks avled 1873 i ämbetet och gravsattes på Green-Wood Cemetery i Brooklyn.